# Vítězov
Vítězov je část obce Velim. Vítězov je také název katastrálního území o rozloze 3,16 km².

## Historie
První písemná zmínka o vesnici pochází z roku 1299.
Původní název vesnice byl Kel (Kly), jako který se poprvé připomíná v roce 1299, kdy zdejší dvůr prodal kolínský rychtář Ortlin bohatému kutnohorskému horníkovi Albrechtovi. Po roce 1319 se připomíná další horník z Kutné Hory, Heicman z Rosenthalu. V roce 1388 držel zdejší dvůr Michal z Bříství a v roce 1398 ho Martin Starokolínský prodal Haškovi z Kolína. V roce 1757 se v okolí obce odehrála bitva u Kolína. V roce 1778 byl dvůr rozdělen na několik menších usedlostí a obec byla přejmenována na Siegfeld na paměť vítězné bitvy nad Prusy v jejím těsném okolí. Německý název se ale neujal a v roce 1843 se vesnice nazývala Vítězovem. 

## Pamětihodnosti
- Kamenný pískovcový kříž z roku 1882
- Dřevěná zvonička z roku 1946
- Vrch Bedřichov (279 m n. m.) se sice z větší části nachází na katastrálním území Nové Vsi I, ale od obce Vítězov je tento vrch vzdálen vzdušnou čarou jen asi 1 km a z obce Vítězov k němu vede žlutá turistická značka. Délka pěší trasy je přibližně 1,5 km a převýšení přes 40 metrů (turistická značka nevede až na vrchol, ale pokračuje na Novou Ves). Na vrcholu Bedřichov stojí jeden ze dvou hlavních památníků bitvy u Kolína (1757), druhý se nachází u obce Křečhoř. Památník na vrchu Bedřichov je prostý kamenný obelisk (jehlan) a byl postaven v letech 1840–1842 na místě pozorovatelny (vrch tehdy nebyl zalesněn) pruského krále Bedřicha II (Fridricha II).[5]

V roce 2018 zde byla vystavena i rozhledna volně přístupná veřejnosti po celý den

## Fotogalerie

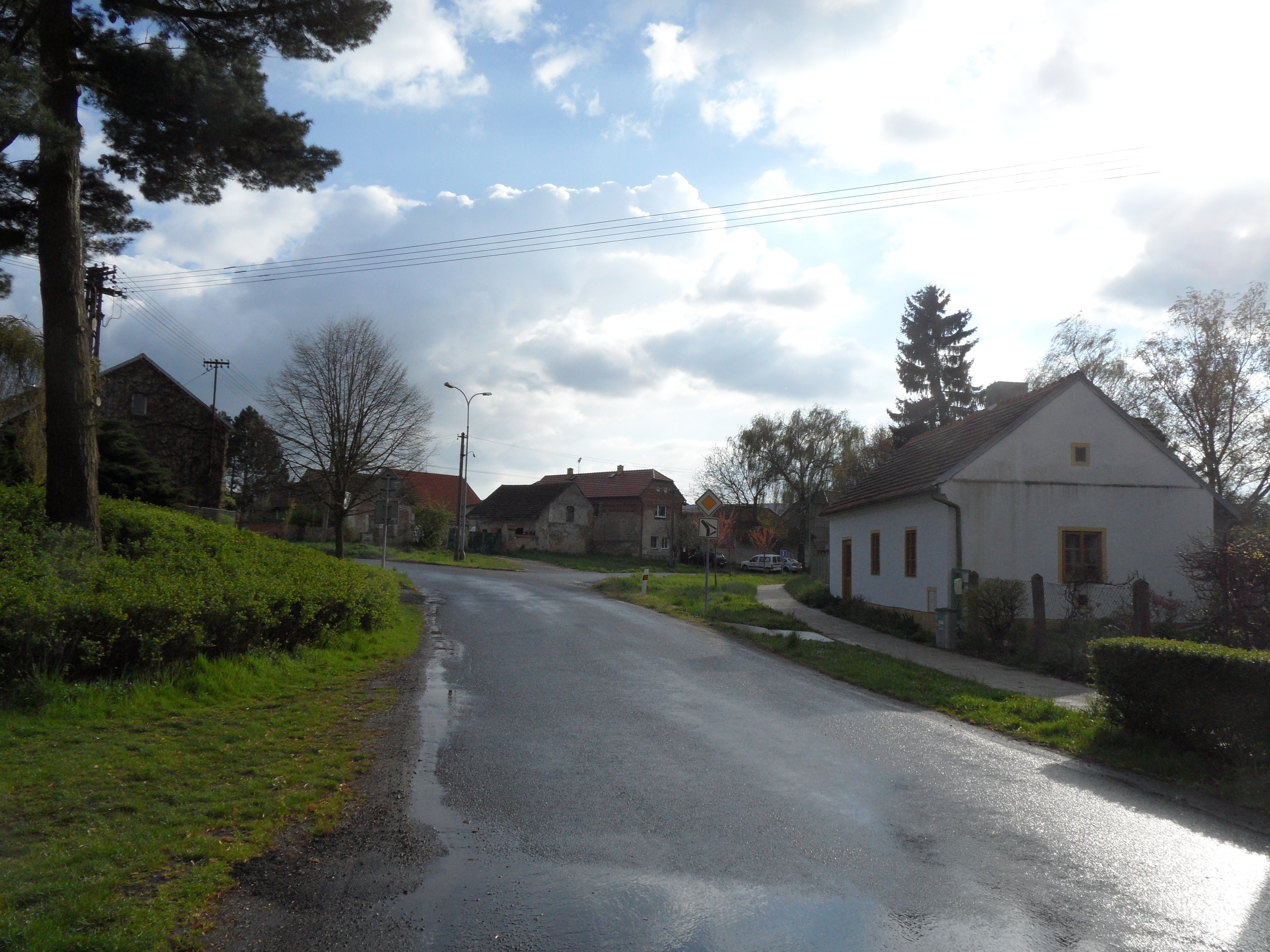
Směrem na Kolín
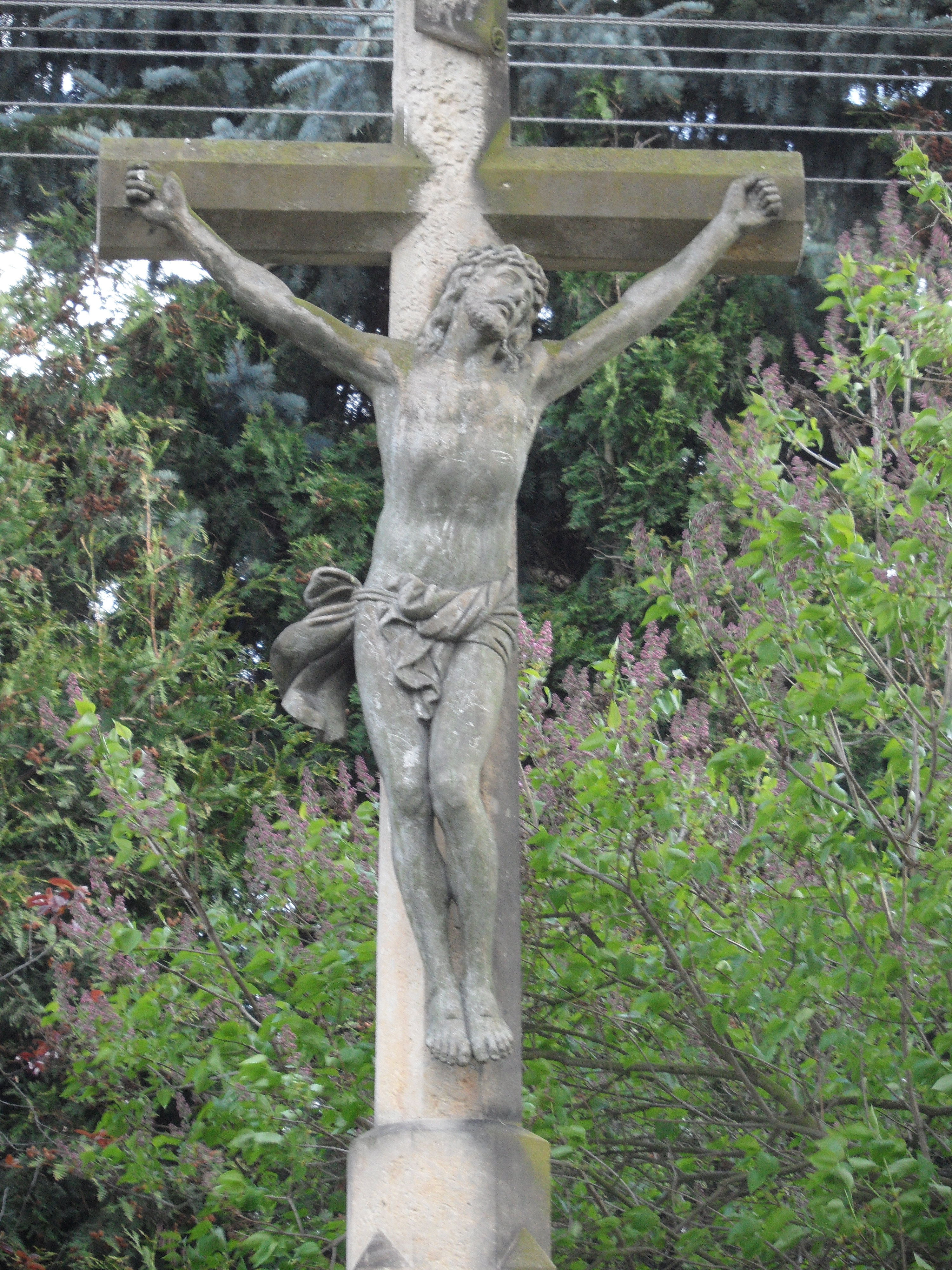
Detail kamenného pískovcového kříže
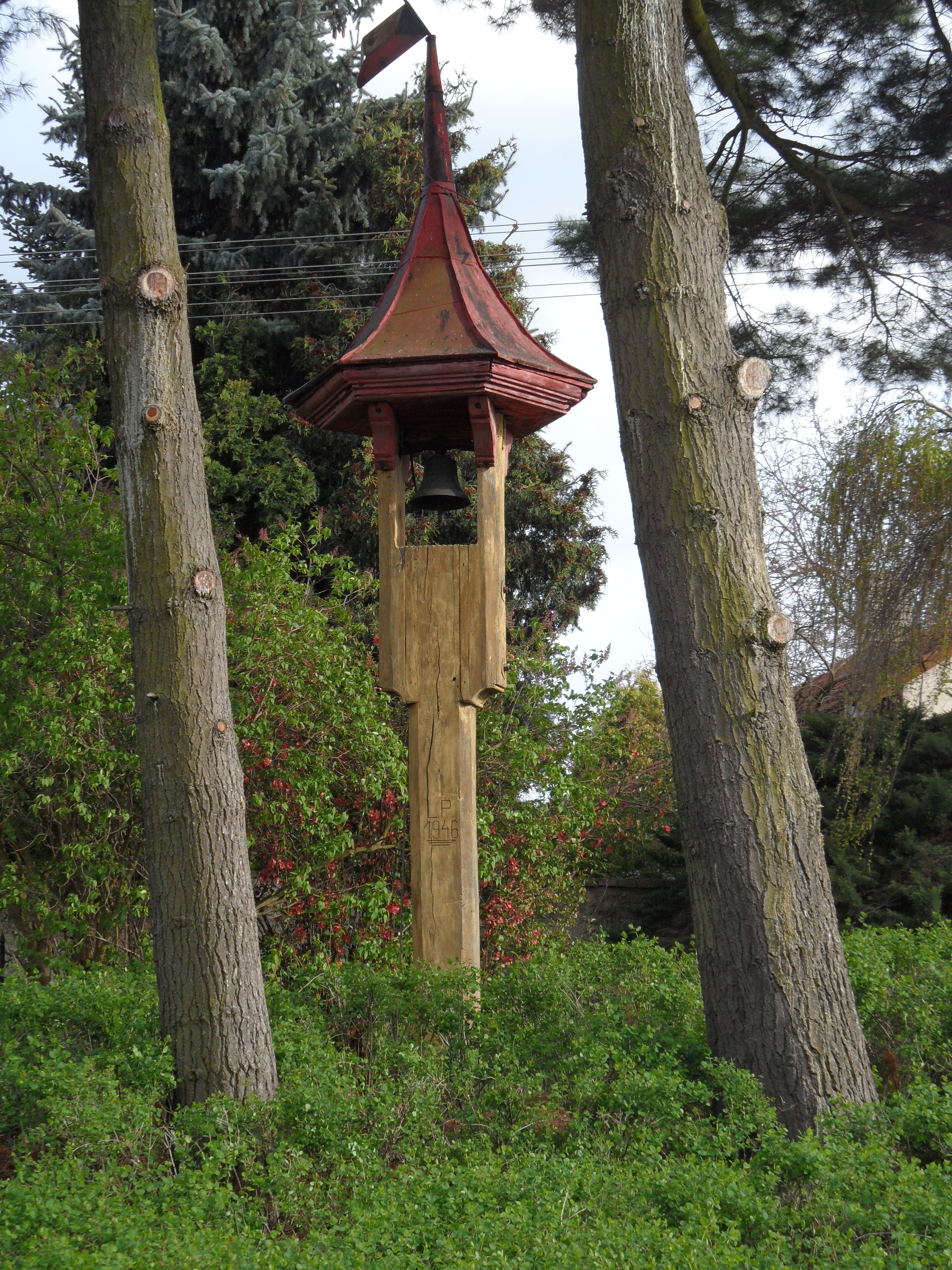
Dřevěná zvonička
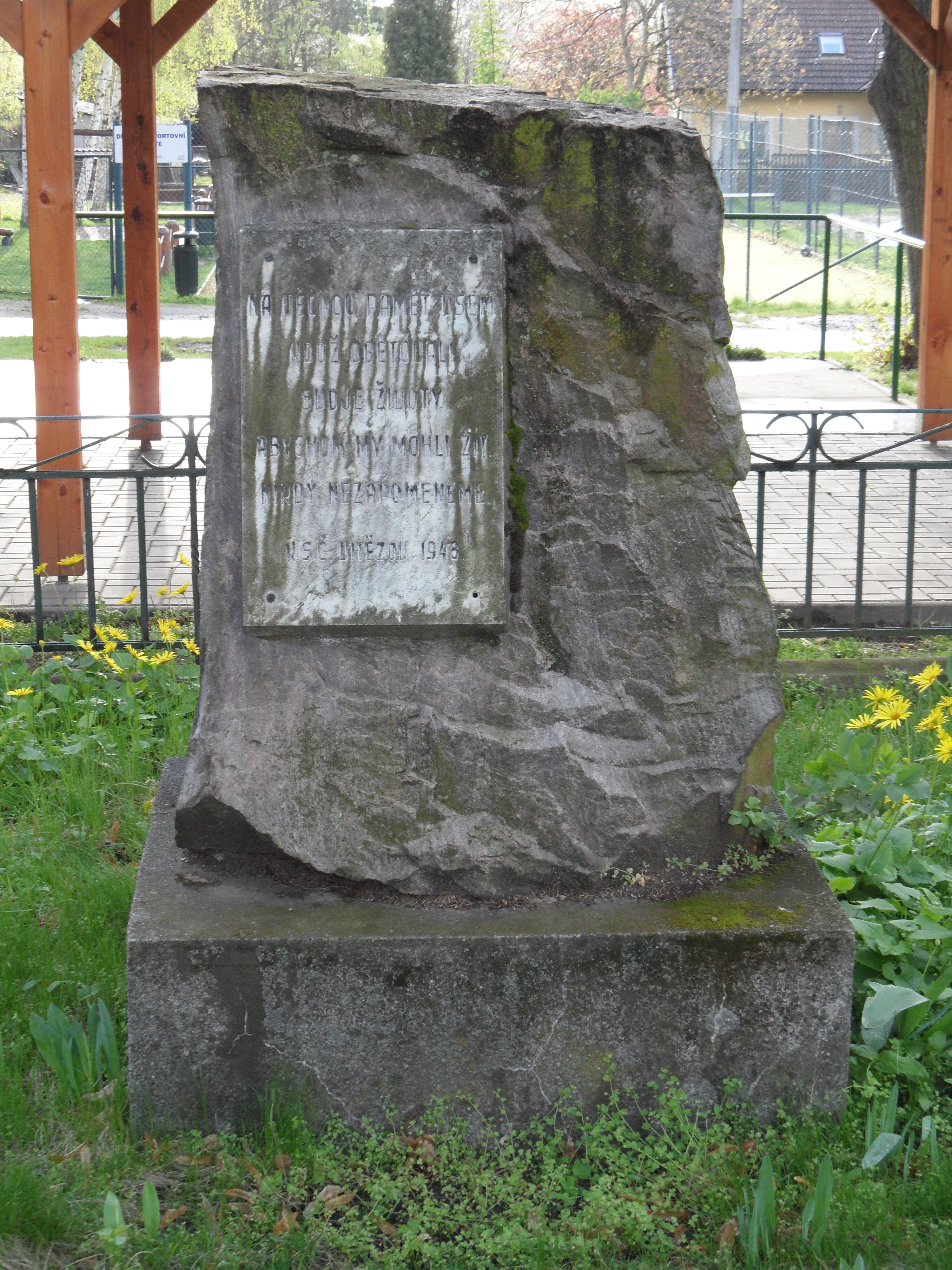
Památník obětem 2. sv. války